# Estarrona
Estarrona es un concejo del municipio de Vitoria, en la provincia de Álava, País Vasco (España).
Pertenecen al concejo parte de las instalaciones del Aeropuerto de Vitoria, incluyendo un pequeño tramo de las pistas e instalaciones de almacenamiento de combustible.

## Localización
Se encuentra sobre un cerro de la Llanada Alavesa, en las proximidades del aeropuerto y a 6 km de Vitoria. La principal vía de acceso es la N-1 o también la A-3302.

## Geografía
El concejo forma parte de la Zona Rural Noroeste de Vitoria. 
El límite sur del concejo lo marca el cauce del río Zadorra.  

### Localidades limítrofes
|                | Norte: Guereña |                  |
| Oeste: Mendoza |                | Este: Asteguieta |
|                | Sur: Margarita |                  |

## Toponimia
Aparece como Eztarrona en el Códice de San Millán de 1025, así como en un documento de 1257. En 1294 se recoge la grafía Heztarrona y en el siglo XV Escarrona. En 1562 vuelve a aparecer la forma Eztarrona, así como diez años después Aztarrona.

## Despoblado
Forma parte del concejo una fracción del despoblado de:
- San Mamés.[2]

## Historia
Con título de villa, poseía señorío particular, para cuya defensa existió junto a la actual iglesia la torre de Estarrona, de la que fueron señores los Hurtado de Mendoza y, posteriormente, los Guevara, Manrique, Orgaz y Álava. Mediado el siglo XVIII el señorío pasó de los Álava a la Corona, dejando de tener un señor particular. El primer documento en el que aparece con el título de villa es una Real Carta Ejecutoria de la Chancillería de Valladolid, fechada en 1562. Como villa, nombraba junto con la de Mendoza, un procurador que las representara en las Juntas Generales de Álava. Hasta 1975 pertenecía al municipio de Mendoza.

## Demografía
En 2018 el concejo contaba con una población de 58 habitantes según el Padrón Municipal de habitantes del Ayuntamiento de Vitoria.
| Gráfica de evolución demográfica de Estarrona entre 2000 y 2018                                          |
| |
| Población (2000-2017) según los censos de población del INE. Población según el padrón municipal de 2018 |

## Cultura

### Patrimonio material

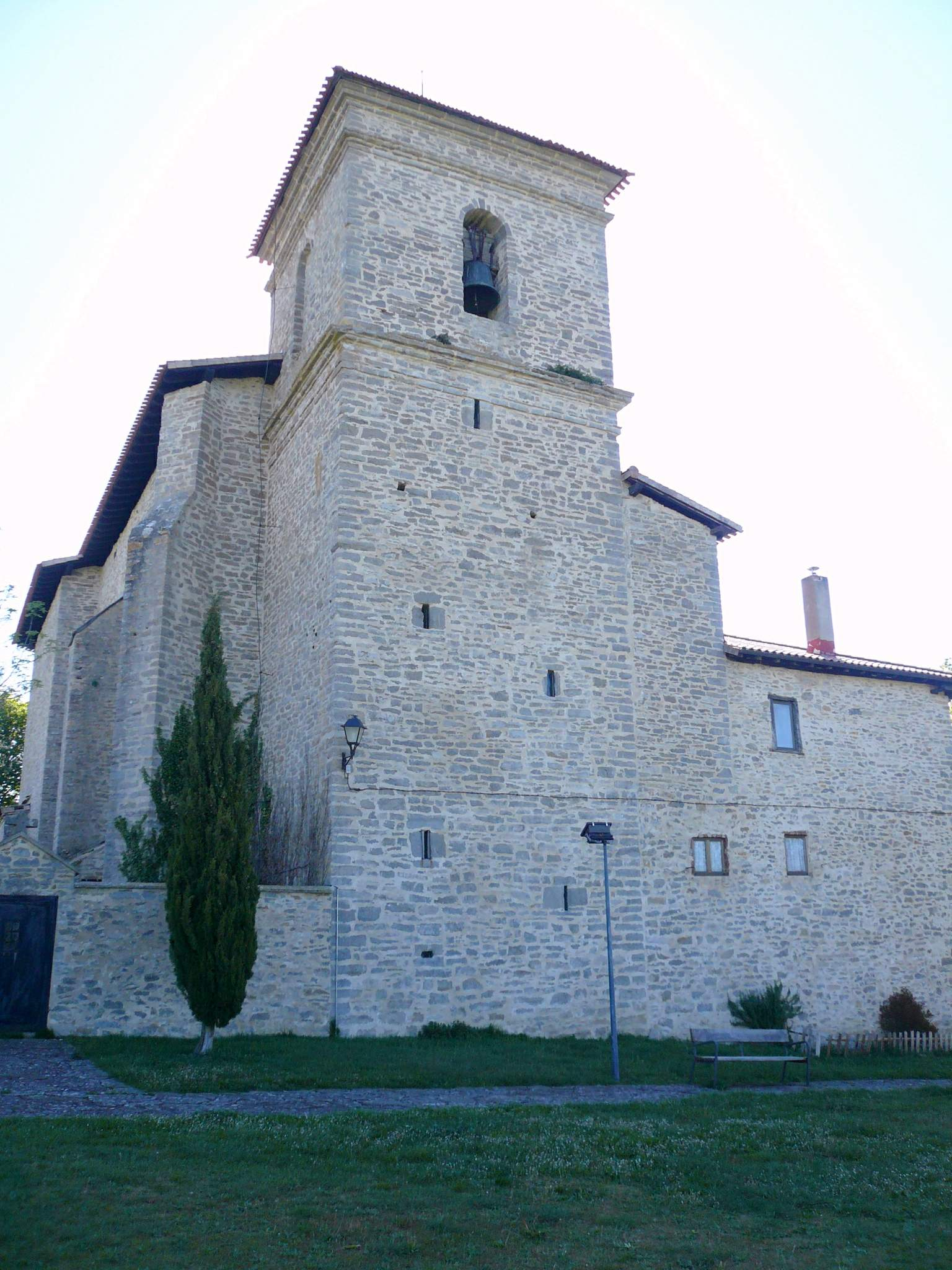
Iglesia de San Andrés - Estarrona (Álava)

- Iglesia de San Andrés - Estarrona (Álava)Iglesia de San Andrés. Del siglo XVI, con portada renacentista, no dispone de retablo.[4] Realizada bajo la dirección de Iñigo López de Zárraga, con iconografía relativa a la Trinidad y la Encarnación. No dispone de retablo aunque tuvo un retablo mayor barroco hasta hace unas décadas. La iglesia se encuentra en la parte más alta y las demás edificaciones se van adaptando a las ladras, formando círculos concéntricos cada vez más amplios. Una de las piezas más significativas en el coro.
- Existió, junto a la iglesia, la torre de Estarrona, construida a finales del siglo XIV, que dominaba gran parte de la llanada. La torre quedó derruida hace más de un siglo.
- Ermita de Nuestra Señora del Olmo. Con portada de arco apuntado y retablo barroco.[11] La tradición habla de la aparición de la imagen en un olmo, así que los vecinos la trasladaron a la Iglesia Parroquial, pero volvió a encontrarse en el citado árbol, por lo que edificó la ermita allí mismo.
- Iglesias de San Mamés y de San Miguel, actualmente desaparecidas.
- Destacan varias casas señoriales de interés del siglo XVI, XVII y XVIII, una de ellas con escudo de armas de los Lazarraga.[12]

### Patrimonio inmaterial
- Gaspar de Álava y Aranguren. Padre del ilustre marino alavés Ignacio María de Álava.[4]
- Fray Martín el Vizcaíno. De la orden de San Agustín, profesó en el Convento de Santa Catalina de la sierra de Badaya, falleciendo en olor de santidad en 1532 en San Agustín de Salamanca, donde fue enterrado.[4]

- Los vecinos del concejo eran conocidos con el apodo de "Lentejeros" y celebran sus fiestas patronales el 23 de septiembre (Acción de Gracias).[12]